# 落叶归根
《落叶归根》（Getting Home）是一部2007年赵本山主演的中国喜剧电影，张扬导演的第五部影片，取材于真实故事。由香港星皓娱乐和北京金強盛世文化傳播有限公司制片，国际上的销售和发布则由Fortissimo Films在阿姆斯特丹进行。

## 剧情
该片讲述两位50多岁的老工人老赵（赵本山饰）和老刘（洪启文饰）的故事。老赵是个农民，南下到深圳打工，却因好友老刘死在工地上，决定展开回乡安葬老刘之旅。老赵先把老刘伪装成醉鬼，混上了长途车，却在途中遇上劫匪（郭德纲饰）。老赵誓死保护老刘的补偿金，赢得劫匪敬重之余，还救了一车人的财物。但他因为暴露了尸体，结果反而被乘客赶下了车。于是，老赵只得在路上拦车，把老刘假装成急救病人，并遇上好心人把他们送到医院。晚上要住店，才发现钱被偷了。于是，他又把老刘装成乞丐；要吃饭，他到别人的葬礼哭丧；要掩盖尸斑，他请理发店姑娘为老刘化妆。家乡在望之际，他遇上泥石流，只能靠意志力战胜大自然。当老赵带着老刘回到故乡时，却发现故乡已变成水库，村庄都埋在水底了。

## 原型
《落叶归根》的剧情改编自真实故事。2005年1月1日，在福建龙岩打工的54岁的左家兵（老家系湖南省衡阳市福龙村）因突发性脑溢血在工地晕倒，当日即被医生宣告已经几乎没有生还的可能。另外，由于没有足够的钱支付医疗费用，工友老乡李绍为（时年61岁）等四人只得选择放弃治疗（此时已打工一个多月的李绍为从老板那里分三次共领到95元人民币），左家兵当日在医院病亡。按照湖南老家的习俗，李绍为等四人决定途经广州运送左家兵的尸体回衡阳老家安葬。他们凑钱购买了5张火车票，并将左家兵化妆成醉酒之人，顺利通过安检检票后，于2005年1月1日晚10点17分许登上了从厦门开往广州东站的K298次列车。2005年1月2日早晨7时许，一行五人抵达广州东站，并搭乘公交车到达广州站（流花火车站）。此时的四人身上已经没有足够的钱购买五张前往衡阳的火车票。他们最后决定，将左家兵的尸体用木箱装好，搭乘汽车回湖南。为了包装尸体，两人负责寻找木箱，而李绍为和另外一人，则买来几个麻袋，在通往站台的道路边上，开始包扎尸体。两人正在忙乎的时候，被巡警发现，四人随后被带到流花派出所。四人运尸的事情至此被公众得知。下午4时许，李绍为借记者的手机，向湖南乡下打电话，要邻居通知左家兵的家属来处理后事。左家兵的老婆和他在深圳打工的儿子获悉后当晚即动身前往广州。晚7时许，流花派出所在与福建龙岩医院核实情况后，开具了死亡证明，并通知殡葬部门处理尸体，同时告知李绍为等四人可以自行离开。三位工友离开后，李绍为一人选择在广州火车站站前广场通宵等待左家兵的家属前来料理后事，之后还陪同其家人奔赴龙岩等地了解情况。

## 主演
- 赵本山 饰老赵
- 洪启文 饰老刘
- 宋丹丹 饰无家可归的中年妇女，卖血换钱
- 郭德纲 饰小偷团伙头目，试图劫持老赵乘坐的公交车
- 胡军 饰卡车司机，曾载老赵和老刘一程
- 夏雨 饰自行车手，想骑车到西藏
- 午马 饰年长而孤独的富翁，被老赵在旅途中遇见
- 刘金山 饰凶狠的餐馆老板
- 陈颖和郭涛 饰隐居的养蜂夫妇
- 廖凡饰警察

## 制片
《落叶归根》由星皓娱乐和Fortissimo Films赞助，由Fortissimo的彼得·洛赫尔和伍特·巴伦德雷希特制片。这是张扬和星皓娱乐的首次合作，却是和Fortissimo Films的第五次合作。
尽管电影展示的是老赵从深圳到重庆的长途跋涉，但大部分拍摄在云南进行。

## 反响
2007年2月11日，《落叶归根》在当年的柏林国际电影节作为电影展系列的一部分上映，这是它在西方的首映。它获得了評審團特別獎。随后，它又在絲綢銀幕：美國亞裔電影節、多维尔亚洲电影节、纽约亚洲电影节等场合上映。
同时，西方也有对《落叶归根》的评论，一些人认为该片让他们想起了美国喜剧《老板度假去 》（页面存档备份，存于），且在情节、角色和戏剧上远胜后者。一则评论如是评价《落叶归根》：“一部完美的有坡度的、温暖人心的关于友情和承诺的戏剧，带着一点黑色幽默。”同时，一些杂志如《综艺》《That's Beijing》也分别表扬赵本山在片中“表现精准”“生动”。

## 奖项
第44届金马奖 (2007)
- 最佳剧情片(提名)
- 最佳男主角(提名) 赵本山
- 观众票选最佳影片

第27届香港电影金像奖 (2008)
- 最佳亚洲电影(提名)